# Joaquín Gay de Montellá Ferrer-Vidal

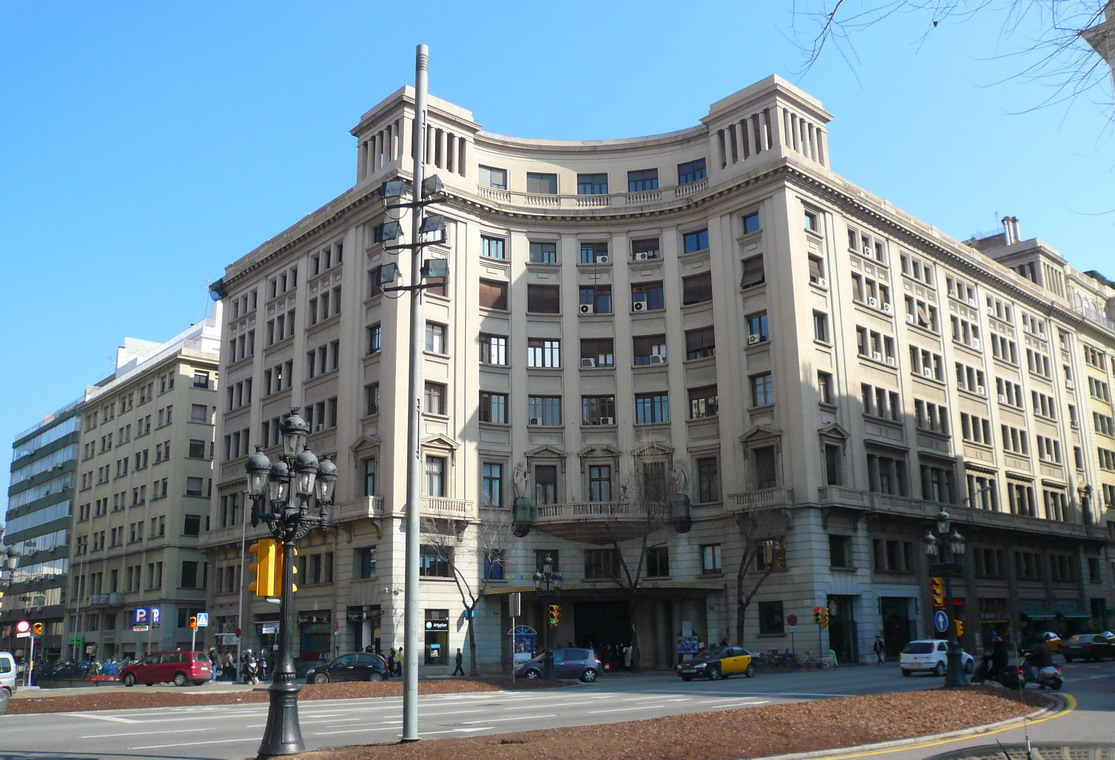
Sede de Fomento del Trabajo Nacional, en la Vía Layetana de Barcelona.

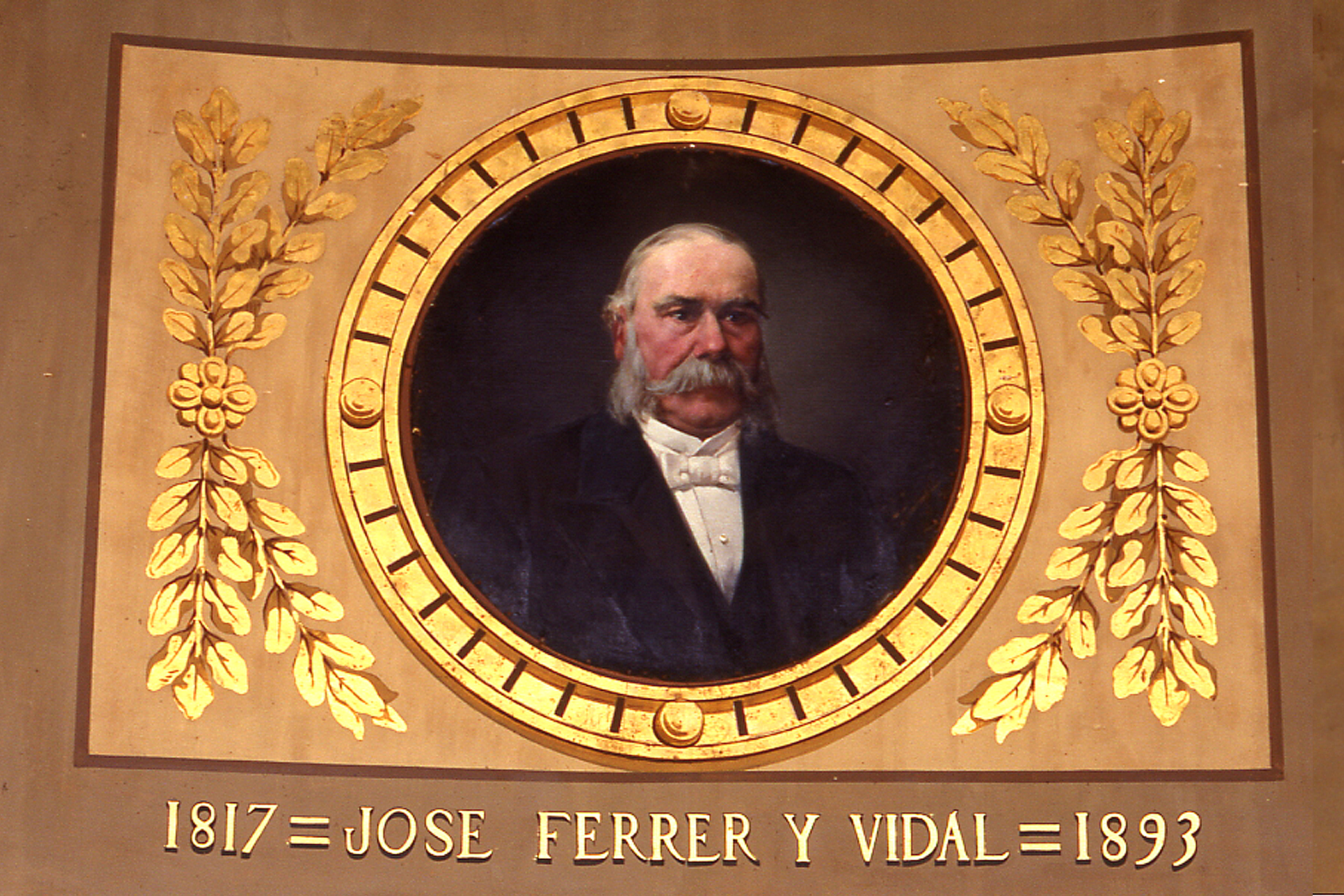
Retrato de José Ferrer y Vidal, tatarabuelo de Joaquín Gay de Montellá, y también presidente de Fomento del Trabajo Nacional entre 1880 y 1882.

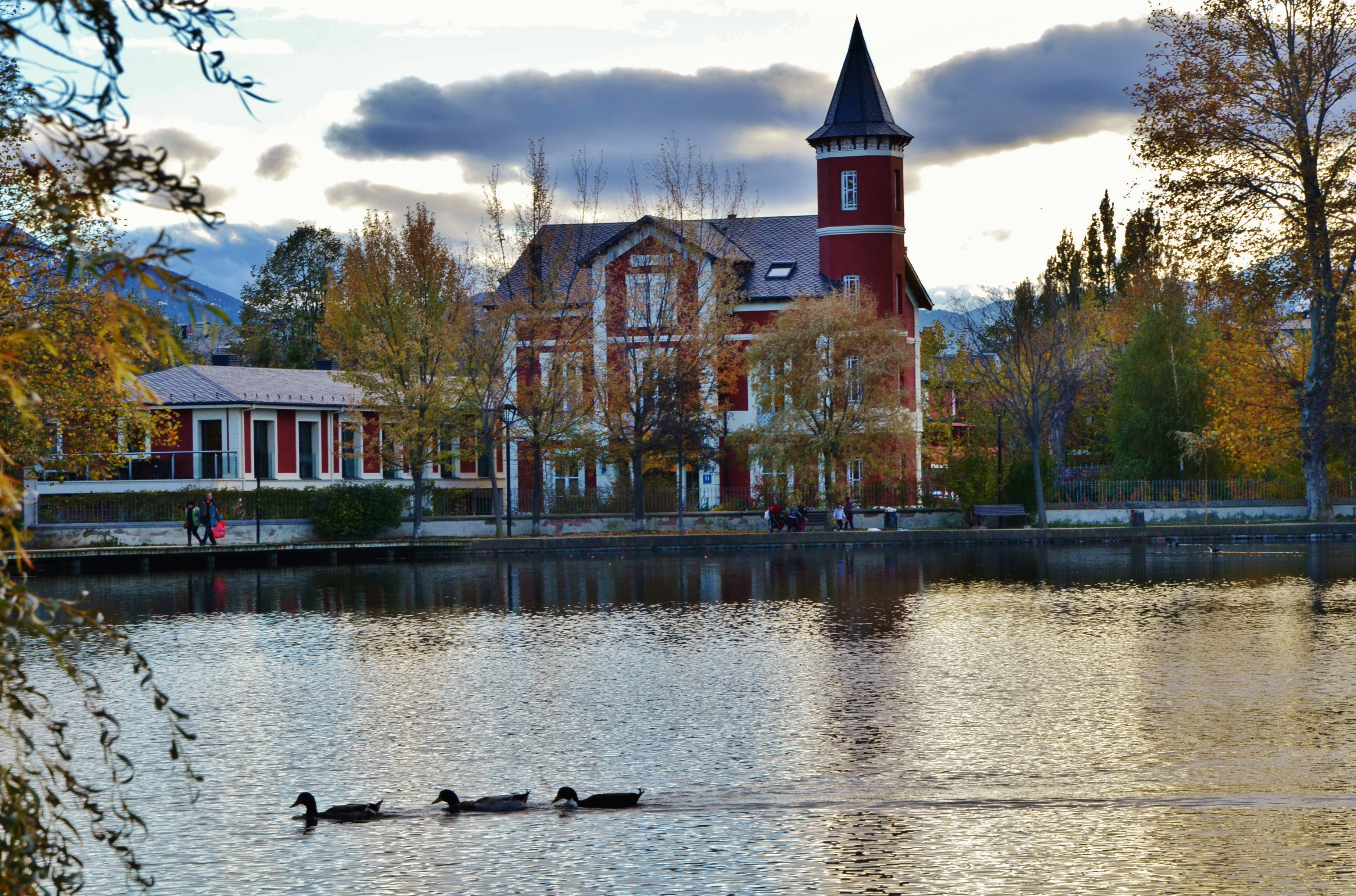
Hotel Villa Paulita en Puigcerdá, La Cerdaña, proyecto hotelero iniciativa de Gay de Montellá construido sobre una finca herencia de la familia Volart, de su suegro.

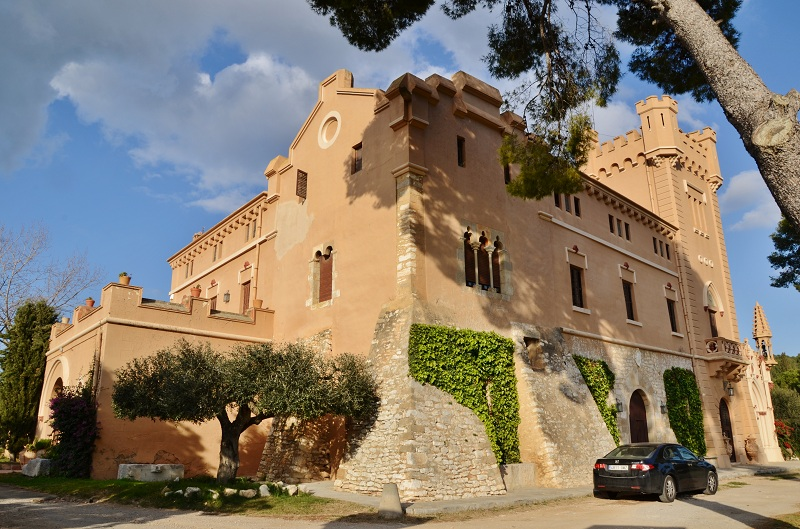
Torre del Veguer en San Pedro de Ribas, Panadés, adquirida por su tatarabuelo José Ferrer y Vidal. En la finca, Gay de Montellá fundó en 1995 unas bodegas de vino, elaboradas con uva proveniente de los viñedos de la propia finca.

Joaquín Gay de Montellá Ferrer-Vidal (Palma de Mallorca, 1950) es un empresario español. Fue presidente de la patronal catalana Fomento del Trabajo Nacional entre 2011 y 2018.
Su tatarabuelo José Ferrer y Vidal también fue presidente de Fomento del Trabajo Nacional entre 1880 y 1882, así como Luis Ferrer-Vidal y Soler, hermano de su bisabuelo, también lo fue entre 1901 y 1905. Es familiar del jurista Rafael Gay de Montellá, del exvicepresidente del Tribunal Constitucional Eugeni Gay Montalvo y de los hermanos escritores Luis,  Juan y Agustín Goytisolo Gay.
Ha trabajado en banca durante 20 años y tiene empresas familiares en los sectores inmobiliario, restauración, hotelero, vitivinícola y agrícola.

## Biografía
Nació el 28 de septiembre de 1950 en Palma de Mallorca (Islas Baleares), donde incidentalmente se encontraban sus padres, Trino Gay de Montellá Casanovas y Elena Ferrer-Vidal Llorens, residentes en Barcelona.
Licenciado en Derecho por la Universidad de Barcelona en 1974, y diplomado en Dirección General de Empresas (PDG) por el IESE en 1986.
Su trayectoria profesional siempre ha estado vinculada al mundo financiero. Comenzó trabajando en los hoy extintos Banca Masaveu y Banco Condal, hasta que recaló en el holandés ABN Amro Bank, donde fue director para Cataluña, Aragón y Baleares durante 17 años, desde 1982 hasta 1999.
En 2001, de la mano de Isidro Fainé, se incorpora a Acesa, predecesora de la actual Abertis, donde fue adjunto al Consejero Delegado y director general de su filial  Abertis Logística, actividad que abandonó poco antes de asumir la presidencia de Fomento del Trabajo Nacional.

## Presidente de Fomento del Trabajo Nacional
Asumió la presidencia de la patronal catalana Fomento del Trabajo Nacional el día 14 de marzo de 2011, tras la renuncia de Juan Rosell quien había sido nombrado presidente de la patronal española CEOE pocos meses antes, el 21 de diciembre de 2010.
La participación de Gay de Montellá en la patronal catalana no es nueva. Ya fue, durante catorce años, uno de los Vicepresidentes durante la etapa de Juan Rosell (1995-2011), y tras el nombramiento de este último como presidente de CEOE, Gay de Montellá fue nombrado Vicepresidente Primero de Fomento, con el propósito de que asumiera la presidencia de forma automática tras la renuncia de Rosell, como así fue.
Además, anteriormente, Gay de Montellá ya había estado vinculado a Fomento del Trabajo Nacional a través del grupo de jóvenes emprendedores, durante la época de Alfred Molinas (1978-1994), grupo de jóvenes liderado por Juan Rosell y del cual, además de Gay de Montellá, también formaban parte Enrique Lacalle y Manuel Milián Mestre, entre otros.
Al concluir su segundo mandato, y sin posibilidad de presentarse a la reelección por imperativo estatutario, fue sucedido en el cargo por Josep Sánchez Llibre, único candidato que se presentó a las elecciones a presidir Foment el 5 de noviembre de 2018. Gay de Montellá intentó presentar un candidato propio, con el fin de mantener su influencia en Foment y presentarse como candidato a la presidencia de la patronal española CEOE, pero ninguno de los personajes que sondeó se atrevió a presentarse contra Sánchez Llibre quien, por otra parte, tenía el aval de Juan Rosell.

## Trayectoria empresarial
Además de su trayectoria profesional en banca y logística, y de su actividad de representación en organizaciones empresariales, Gay de Montellá también ha impulsado las siguientes empresas familiares, englobadas en el holding Estram, fundado por su suegro Ramón Estany Volart:
- "Arte y Restauración, S.A.", fundada por su padre, don Trino Gay de Montellá Casanovas, esta sociedad engloba la propiedad del negocio de restauración de varias masías-restaurante del Ampurdán, tales como Hostal de la Granota (Sils), La Fortalesa d'Hostalrich (Hostalrich), Mas Roure (Llagostera), Torre Bonica (Gerona), Ca´l Ros (Gerona), y Les Lloses (Alp)
- "Hotel Villa Paulita, S.L.", antigua villa herencia de la familia Volart situada en Puigcerdá (Gerona), convertida en Hotel gracias al impulso de Gay de Montellá.
- "Bodegas Torre del Veguer, S.L.", bodega de vino situada en la finca vitivinícola Torre del Veguer (San Pedro de Ribas), adquirida por el tatarabuelo de Gay de Montellá, José Ferrer y Vidal, y dirigida en la actualidad por la esposa de aquel, Marta Estany Bufill.
- Negocios inmobiliarios varios, de promoción o de inmuebles en renta, a través de la matriz Estram S.L. y sus participadas.

## Familia
Está casado con Marta Estany Bufill, jugadora de golf amateur (Campeona de España y subcampeona de Europa), hija del empresario barcelonés Ramón Estany Volart, heredero de la familia Volart, con la que tiene tres hijos: Joaquín, Jorge y Marta.

### Antecedentes familiares
Su tatarabuelo materno José Ferrer y Vidal también fue presidente de Fomento del Trabajo entre los años 1880 y 1882. Fue un empresario textil, propietario de "Gumá y Ferrer" (posteriormente denominada "José Ferrer y Cía.") establecida en la población barcelonesa de Villanueva y Geltrú. Fundó otras empresas, como Tabacos de Filipinas, Ferrocarriles del Noroeste, Transmediterránea, Banco Mercantil, etc. Presidió la hoy extinta Caja de Ahorros y Monte de Piedad de Barcelona. Político, fue diputado en el  Congreso de los Diputados y  senador del Reino de España.
El hermano de su bisabuelo, Luis Ferrer-Vidal y Soler, hijo del anterior, también fue presidente de Fomento del Trabajo Nacional entre 1901 y 1905, y a través de esta impulsó la fundación de La Caixa (Caja de Pensiones para la Vejez y de Ahorros), primera entidad financiera española en la actualidad, de la cual fue su primer presidente desde 1904 hasta su fallecimiento, siendo Francisco Moragas Barret su director general. También fue diputado en el Congreso de los Diputados y  senador del Reino de España.
Por línea paterna, es sobrino-nieto de don Rafael Gay de Montellá (Vich, 1882), que fue Académico de Número de la Real Academia de Jurisprudencia y Legislación de Cataluña, y autor de obras jurídicas de reconocido prestigio.
También es familiar -primo en diversos grados- de los escritores  Luis,  Juan y  Agustín Goytisolo Gay, y del exvicepresidente del Tribunal Constitucional español Eugeni Gay Montalvo.

## Actuaciones sociales
- Fundación Dharmavaram Boys Towns, orfanato situado en la India, Presidente
- Serenísimo Capítulo de Caballeros del Vino, organización lúdica impulsada por Salvador Dalí, Expresidente
- Patronato del Monasterio de Poblet, Patrono

## Distinciones sociales
- Llave de oro de la Ciudad de Barcelona[14]